# 糖化菌
糖化菌（とうかきん）とは、枯草菌やその亜種である納豆菌などの、糖化作用を持つ細菌群の俗称。偏性好気性の有胞子性桿菌であり、芽胞を形成しているので、熱・酸・アルカリに対しての抵抗性がある。

## 乳酸菌との関係
糖化菌はアミラーゼを産生し、デンプンを糖へ分解する。そのためデンプンを分解できない乳酸菌の増殖を促進する働きがある。デンプンを主体とした栄養成分で構成される液体（培地）で乳酸菌を単独培養した場合、乳酸菌は10倍程度しか増殖しないが、乳酸菌と糖化菌を混合培養することで乳酸菌は培養後約100倍程度に増殖し、両菌の間に共生関係が成立していることが証明されている。これは日本酒の製造におけるコウジカビと酵母の関係と同様である。

## 利用
糖化菌の1つであるポリファーメンチカス菌（Bacillus polyfermenticus）には、過敏性腸炎、潰瘍性大腸炎、クローン病といった腸の症状の背景にある腸粘膜の炎症の治癒促進をする作用があり、コレステロール、中性脂肪の抑制作用も確認されている。
また納豆をつくるときに使われる「納豆菌（Bacillus natto）」も糖化菌であり、乾燥した芽包生菌の状態で存在可能で、胃酸の強い酸性、アルカリ性、熱やタンパク質の変性の影響を受けずにほぼ100%安定した状態で腸まで届く。
糖化菌は単独で整腸作用、瀉下作用の目的で日本では医薬品として使われている歴史があり、薬局で処方箋なしに購入できる。